# Campeonato Asiático de Jiu-Jitsu IBJJF
O Campeonato Asiático de Jiu-Jitsu é o principal torneio de Jiu-jitsu brasileiro realizado na Ásia, organizado pela Federação Internacional de Jiu-Jitsu Brasileiro (IBJJF). 

## História
Desde sua estreia em 2006, em Tóquio, Japão, o campeonato tem se consolidado como um dos eventos mais prestigiados do esporte na região, atraindo atletas de diversas nacionalidades e faixas etárias. Com edições realizadas em cidades como Bangcoc, Amã e Doha, o torneio estabeleceu Tóquio como sua sede anual a partir de 2013. Reconhecido por sua competitividade e relevância no circuito global da IBJJF, o campeonato oferece disputas em diversas categorias de peso e divisões masculino e feminino, sendo um marco para o crescimento do jiu-jitsu brasileiro no continente asiático. 
O campeonato é reconhecido por sua relevância no circuito global da IBJJF, com um peso de 3 na lista de torneios da temporada 2017/2018, equiparável ao Campeonato Brasileiro de Jiu-Jitsu e inferior apenas a eventos como o Campeonato Mundial de Jiu-Jitsu (peso 7) e o Campeonato Pan-Americano de Jiu-Jitsu Brasileiro (peso 4). 
Organizado em parceria com a International BJJ Inc. e a Japan Brazilian Jiu-Jitsu Federation, o evento atrai competidores de todas as faixas etárias e graduações, com divisões masculinas e femininas em diversas categorias de peso, incluindo a divisão absoluto (open class). 
Ao longo dos anos, o torneio tem sido palco para atletas renomados, como Koji Shibamoto, que venceu a categoria galo (57 kg) por seis anos consecutivos (2012–2018), e Mackenzie Dern, que dominou as divisões femininas entre 2014 e 2016. Em 2023, a equipe Art of Jiu Jitsu (AOJ), liderada por Guilherme Mendes, destacou-se ao conquistar cinco medalhas de ouro na faixa-preta, com nomes como Tainan Dalpra e Mayssa Bastos brilhando no evento realizado em Nagoya, Japão. O Campeonato Asiático continua a desempenhar um papel crucial no fortalecimento do jiu-jitsu brasileiro na Ásia, promovendo o esporte e revelando novos talentos no cenário internacional.

## Campeões asiáticos masculinos de jiu-jitsu brasileiro por ano e peso
| Ano  | Sede      | 57 kg                                                            | 64 kg                                                            | 70 kg                                                            | 76 kg                                                            | 82 kg                                                            | 88 kg                                                            | 94 kg                                                            | 100 kg                                                           | +100 kg                                                          | Absoluto                                                         |
| ---- | --------- | ---------------------------------------------------------------- | ---------------------------------------------------------------- | ---------------------------------------------------------------- | ---------------------------------------------------------------- | ---------------------------------------------------------------- | ---------------------------------------------------------------- | ---------------------------------------------------------------- | ---------------------------------------------------------------- | ---------------------------------------------------------------- | ---------------------------------------------------------------- |
| 2006 | Japão     | Yasuke Honna (1/1)                                               | Isamu Shishido (1/2)                                             | Takeshi Wantanabe (1/1)                                          | Sugie Daisuke (1/2)                                              | Romulo Barral [en] (1/2)                                         | Leopoldo Canal (1/1)                                             | Arthur Cesar(1/1)                                                |                                                                  | Ulpiano Malachias (1/1)                                          | Romulo Barral [en] (2/2)                                         |
| 2008 | Tailândia |                                                                  | Isamu Shishido (2/2)                                             | Takumi Nakayama [en] (1/1)                                       | Yoshinobu Kakizawa (1/1)                                         | Sugie Daisuke (2/2)                                              |                                                                  | Robert Drysdale(1/1)                                             | Calvacante Junior (1/1)                                          | Karim Byron (1/1)                                                | Mike Fowler [en] (1/1)                                           |
| 2010 | Jordânia  | Kitade Takuya (1/1)                                              | Pablo Silva (1/1)                                                | Ominami Ryo (1/1)                                                | Jonathan Torres (1/3)                                            | Abmar Barbosa (1/1)                                              | Marcos de Souza (1/2)                                            | Fadi Serhal (1/1)                                                | Igor Silva (1/1)                                                 |                                                                  | Enzo Gracie (2/2)                                                |
| 2012 | Catar     | Koji Shibamoto (1/6)                                             | Ichiro Kaneko (1/1)                                              | Isaque Paiva (1/3)                                               | Jonathan Torres (2/3)                                            | Leandro Souza Kussano (1/1)                                      |                                                                  |                                                                  | Akihisa Iriki (1/1)                                              |                                                                  | Jonathan Torres (3/3)                                            |
| 2013 | Japão     | Koji Shibamoto (2/6)                                             | Takuto Kako (1/2)                                                | Ichitaro Tsukada (1/1)                                           | Daisuke Shiraki (1/2)                                            | William Ferreira Dias (1/2)                                      | Vicente Gomes Cavalcanti (1/1)                                   | Charles Gaspar Costa (1/1)                                       | Igor Silva (1/1)                                                 |                                                                  | William Ferreira Dias (2/2)                                      |
| 2014 | Japão     | Koji Shibamoto (3/6)                                             | Takuto Kako (2/2)                                                | Isaque Paiva (2/3)                                               | Roberto Satoshi (1/3)                                            | Rodrigo Caporal (1/2)                                            | Claudio Calasans (1/4)                                           | Eliot Kelly (1/2)                                                | Marcos de Souza (2/3)                                            | Abraham Marte (1/1)                                              | Claudio Calasans (2/4)                                           |
| 2015 | Japão     | Koji Shibamoto (4/6)                                             | Kazuhiro Miyachi (1/1)                                           | Isaque Paiva (3/3)                                               | Roberto Satoshi (2/3)                                            | Andris Brunovskis (1/2)                                          | Marcelo de Toledo (1/1)                                          | Vitor Toledo (1/4)                                               | Marcos de Souza(3/3)                                             | Dany Gerard(1/2)                                                 | Dany Gerard (2/2)                                                |
| 2016 | Japão     | Tomoyuki Hashimoto (1/1)                                         | Yuta Shimada (1/3)                                               | Alvin Aguilar [en] (2/2)                                         | Rodrigo Caporal (2/2)                                            | Roberto Satoshi (3/3)                                            | Claudio Calasans (3/4)                                           | Vitor Toledo (2/4)                                               | Eliot Kelly (2/2)                                                | Hideki Sekine (1/1)                                              | Claudio Calasans (4/4)                                           |
| 2017 | Japão     | Koji Shibamoto(5/6)                                              | Yuta Shimada (2/3)                                               | Yu Yamaki (1/1)                                                  | Andris Brunovskis (2/2)                                          | Kayron Gracie (1/1)                                              | Lucas Barbosa (artista marcial [en] (1/3)                        | Keenan Cornelius [en] (1/3)                                      | Vitor Toledo (3/4)                                               | Igor Silva (1/1)                                                 | Keenan Cornelius [en] (2/3)                                      |
| 2018 | Japão     | Koji Shibamoto (6/6)                                             | Yuta Shimada (3/3)                                               | Cole Franson (1/1)                                               | Alexandre Molinaro (1/1)                                         | Luan de Carvalho Alves (1/1)                                     | Viking Wong [en](1/1)                                            | Lucas Barbosa (artista marcial [en](2/3)                         | Vitor Toledo (4/4)                                               | Keenan Cornelius [en] (3/3)                                      | Lucas Barbosa (artista marcial [en] (3/3)                        |
| 2019 | Japão     | Koji Shibamoto                                                   | Diego Henrique Sato Aniceto                                      | José Tiago da Silva Barros                                       | Youngseung Cho                                                   | Jacob Williams Mackenzie                                         | Thomas Mietz                                                     | Werique da Silva Oliveira                                        | Uroš Čulić                                                       | Hugo Matheus de Oliveira Alves                                   | Uroš Čulić                                                       |
| 2020 | Japão     | Evento não realizado devido à pandemia de COVID-19               | Evento não realizado devido à pandemia de COVID-19               | Evento não realizado devido à pandemia de COVID-19               | Evento não realizado devido à pandemia de COVID-19               | Evento não realizado devido à pandemia de COVID-19               | Evento não realizado devido à pandemia de COVID-19               | Evento não realizado devido à pandemia de COVID-19               | Evento não realizado devido à pandemia de COVID-19               | Evento não realizado devido à pandemia de COVID-19               | Evento não realizado devido à pandemia de COVID-19               |
| 2021 | Japão     | Evento não realizado devido à pandemia de COVID-19               | Evento não realizado devido à pandemia de COVID-19               | Evento não realizado devido à pandemia de COVID-19               | Evento não realizado devido à pandemia de COVID-19               | Evento não realizado devido à pandemia de COVID-19               | Evento não realizado devido à pandemia de COVID-19               | Evento não realizado devido à pandemia de COVID-19               | Evento não realizado devido à pandemia de COVID-19               | Evento não realizado devido à pandemia de COVID-19               | Evento não realizado devido à pandemia de COVID-19               |
| 2022 | Japão     | Evento não realizado devido à pandemia de COVID-19               | Evento não realizado devido à pandemia de COVID-19               | Evento não realizado devido à pandemia de COVID-19               | Evento não realizado devido à pandemia de COVID-19               | Evento não realizado devido à pandemia de COVID-19               | Evento não realizado devido à pandemia de COVID-19               | Evento não realizado devido à pandemia de COVID-19               | Evento não realizado devido à pandemia de COVID-19               | Evento não realizado devido à pandemia de COVID-19               | Evento não realizado devido à pandemia de COVID-19               |
| 2023 | Japão     | Koji Shibamoto (1/1)                                             | Robert Oda De Andrade (1/1)                                      | Thiago Augusto Araujo Macedo (1/1)                               | Shinji Morito(1/1)                                               | Grant Bogdanove (1/1)                                            | Tainan Dalpra (1/1)                                              | Abdulbari Guseinov (1/1)                                         | Marcos Yoshio de Souza (1/1)                                     | Igor Silva (1/1)                                                 | Igor Silva (2/2)                                                 |
| 2024 | Japão     | Kai Takasugi (1/1)                                               | Shoya Ishiguro (1/1)                                             | Minho Yoon (1/1)                                                 | Jae Young Lee (1/1)                                              | Tainan Dalpra (2/2)                                              | Horlando Monteiro (1/1)                                          | Arthan Barcellos (1/1)                                           | Dante Junior (1/1)                                               | Marlon Godoy (1/1)                                               | Jefferson Alves Goteu (2/2)                                      |
| 2025 | Japão     | Evento ainda não realizado até a data atual (12 de maio de 2025) | Evento ainda não realizado até a data atual (12 de maio de 2025) | Evento ainda não realizado até a data atual (12 de maio de 2025) | Evento ainda não realizado até a data atual (12 de maio de 2025) | Evento ainda não realizado até a data atual (12 de maio de 2025) | Evento ainda não realizado até a data atual (12 de maio de 2025) | Evento ainda não realizado até a data atual (12 de maio de 2025) | Evento ainda não realizado até a data atual (12 de maio de 2025) | Evento ainda não realizado até a data atual (12 de maio de 2025) | Evento ainda não realizado até a data atual (12 de maio de 2025) |

## Campeãs asiáticas femininas de jiu-jitsu brasileiro por ano e peso
| Ano  | Sede      | -48 kg Galo                                        | -53 kg Pluma                                       | -58 kg Pena                                        | -64 kg Leve                                        | -69 kg Médio                                       | -74 kg Meio-Pesado                                 | -80 kg Pesado                                      | +80 kg Super-Pesado                                | Absoluto                                           |
| ---- | --------- | -------------------------------------------------- | -------------------------------------------------- | -------------------------------------------------- | -------------------------------------------------- | -------------------------------------------------- | -------------------------------------------------- | -------------------------------------------------- | -------------------------------------------------- | -------------------------------------------------- |
| 2006 | Japão     | Kyra Gracie (1/1)                                  |                                                    |                                                    |                                                    |                                                    |                                                    |                                                    |                                                    |                                                    |
| 2008 | Tailândia |                                                    |                                                    | Shioda Sakaya (1/1)                                |                                                    |                                                    |                                                    |                                                    |                                                    | Abe Takako (1/1)                                   |
| 2014 | Japão     |                                                    |                                                    | Mackenzie Dern (1/6)                               |                                                    |                                                    |                                                    |                                                    |                                                    | Mackenzie Dern (2/6)                               |
| 2015 | Japão     |                                                    |                                                    | Mackenzie Dern (3/6)                               | Isabelle de Souza (1/4)                            | Leanna M Dittrich (1/1)                            |                                                    |                                                    |                                                    | Mackenzie Dern (4/6)                               |
| 2016 | Japão     |                                                    | Kristina Barlaan (1/3)                             |                                                    | Mackenzie Dern (5/6)                               | Isabelle de Souza (2/4)                            |                                                    |                                                    |                                                    | Mackenzie Dern (6/6)                               |
| 2017 | Japão     |                                                    | Saori Shibamoto (1/1)                              | Kristina Barlaan (2/3)                             |                                                    |                                                    | Monique Carvalho (1/3)                             |                                                    |                                                    | Monique Carvalho (2/3)                             |
| 2018 | Japão     |                                                    | Mayssa Bastos (1/1)                                | Kristina Barlaan (3/3)                             | Kristin Mikkelson (1/1)                            | Erin Herle (1/1)                                   |                                                    |                                                    | Claudia do Val (1/2)                               | Claudia do Val (2/2)                               |
| 2019 | Japão     |                                                    | Rikako Yuasa [en]                                  | Isabelle de Souza (3/4)                            |                                                    | Yuki Kaneko                                        |                                                    |                                                    |                                                    | Isabelle de Souza (4/4)                            |
| 2020 | Japão     | Evento não realizado devido à pandemia de COVID-19 | Evento não realizado devido à pandemia de COVID-19 | Evento não realizado devido à pandemia de COVID-19 | Evento não realizado devido à pandemia de COVID-19 | Evento não realizado devido à pandemia de COVID-19 | Evento não realizado devido à pandemia de COVID-19 | Evento não realizado devido à pandemia de COVID-19 | Evento não realizado devido à pandemia de COVID-19 | Evento não realizado devido à pandemia de COVID-19 |
| 2021 | Japão     | Evento não realizado devido à pandemia de COVID-19 | Evento não realizado devido à pandemia de COVID-19 | Evento não realizado devido à pandemia de COVID-19 | Evento não realizado devido à pandemia de COVID-19 | Evento não realizado devido à pandemia de COVID-19 | Evento não realizado devido à pandemia de COVID-19 | Evento não realizado devido à pandemia de COVID-19 | Evento não realizado devido à pandemia de COVID-19 | Evento não realizado devido à pandemia de COVID-19 |
| 2022 | Japão     | Evento não realizado devido à pandemia de COVID-19 | Evento não realizado devido à pandemia de COVID-19 | Evento não realizado devido à pandemia de COVID-19 | Evento não realizado devido à pandemia de COVID-19 | Evento não realizado devido à pandemia de COVID-19 | Evento não realizado devido à pandemia de COVID-19 | Evento não realizado devido à pandemia de COVID-19 | Evento não realizado devido à pandemia de COVID-19 | Evento não realizado devido à pandemia de COVID-19 |
| 2023 | Japão     |                                                    | Mara Kelly (1/1)                                   | Adele M. Fornarino                                 | Maria Cláudia Almeida Silva                        | Rosary Mary Walsh                                  | Elizabeth Katherine Mitrovic                       | Maria Carolina Barón Vicentini                     | Roberta Pessoa Vieira Ribeiro                      | Roberta Pessoa Vieira Ribeiro                      |
| 2024 | Japão     | Yamada Kanae                                       | Mayssa Bastos (2/2)                                | Emily Nicholson (1/1)                              | Kira Sung                                          |                                                    |                                                    |                                                    | Leticia Cardozo (1/1)                              | Letícia Cardozo                                    |